# Бухолц (Рацебург)
Бухолц (њем. Buchholz) општина је у њемачкој савезној држави Шлезвиг-Холштајн. Једно је од 131 општинског средишта округа Херцогтум Лауенбург. Према процјени из 2010. у општини је живјело 227 становника. Посједује регионалну шифру (AGS) 1053018.

## Географски и демографски подаци
Бухолц се налази у савезној држави Шлезвиг-Холштајн у округу Херцогтум Лауенбург. Општина се налази на надморској висини од 23 метра. Површина општине износи 2,9 km². У самом мјесту је, према процјени из 2010. године, живјело 227 становника. Просјечна густина становништва износи 77 становника/km².